# Tozzaga
Tozzaga (IPA: /toʦˈʦaɡa/, Tozzagja in solandro) è una frazione del comune di Caldes in provincia autonoma di Trento. Il piccolo centro abitato si è sviluppato sulla antica via di comunicazione che collega la Val di Sole con la Val Camonica e la Provincia di Brescia attraverso il Passo del Tonale (Strada Statale 42 del Tonale e della Mendola).

## Monumenti e luoghi d'interesse

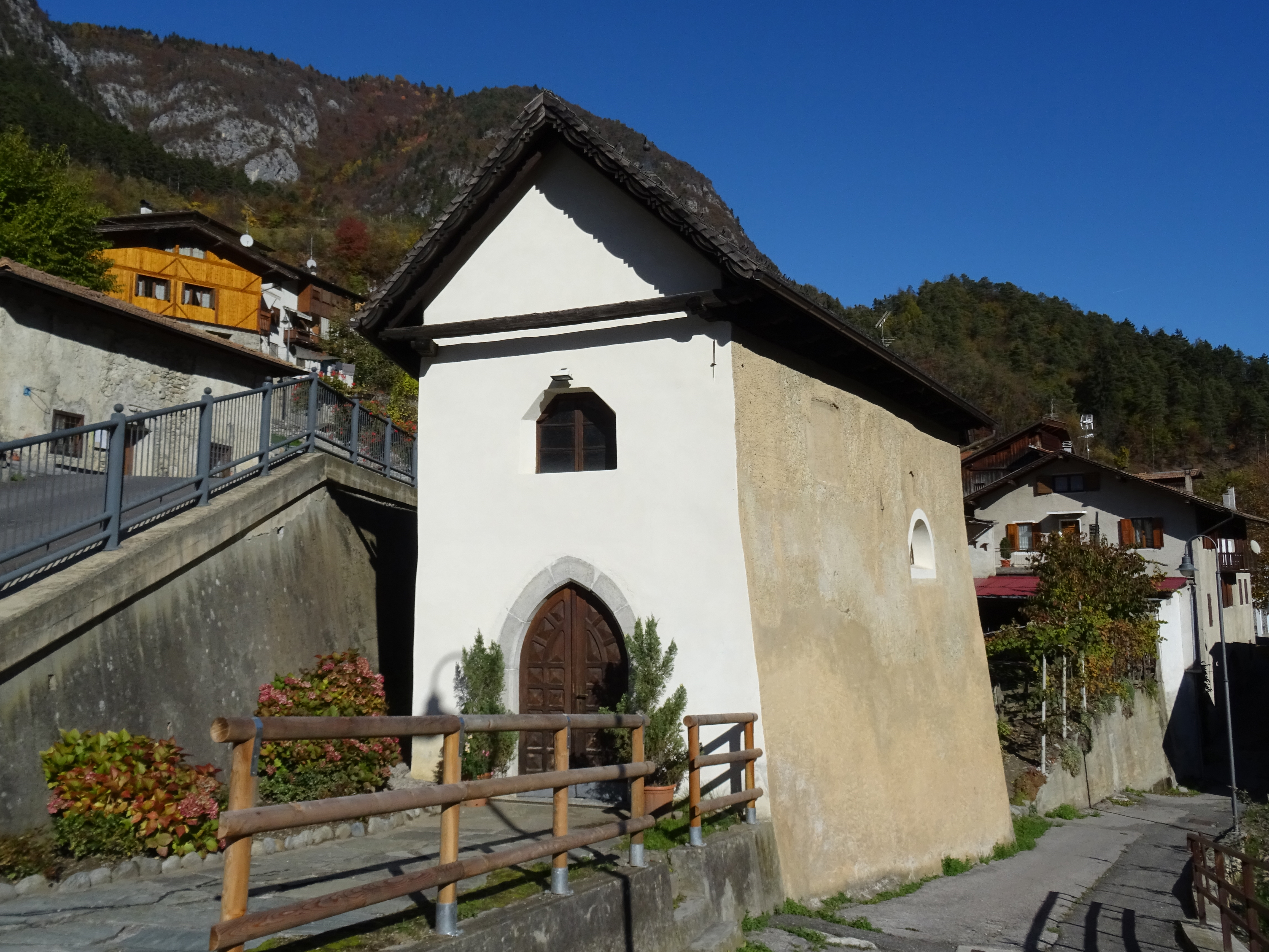
La chiesetta della Madonna del Carmelo

### Architetture religiose
- Chiesa della Madonna del Carmelo, costruita nel 1615,[3] chiesa sussidiaria della Parrocchia di San Giacomo.

## Infrastrutture e trasporti

### Ferrovie

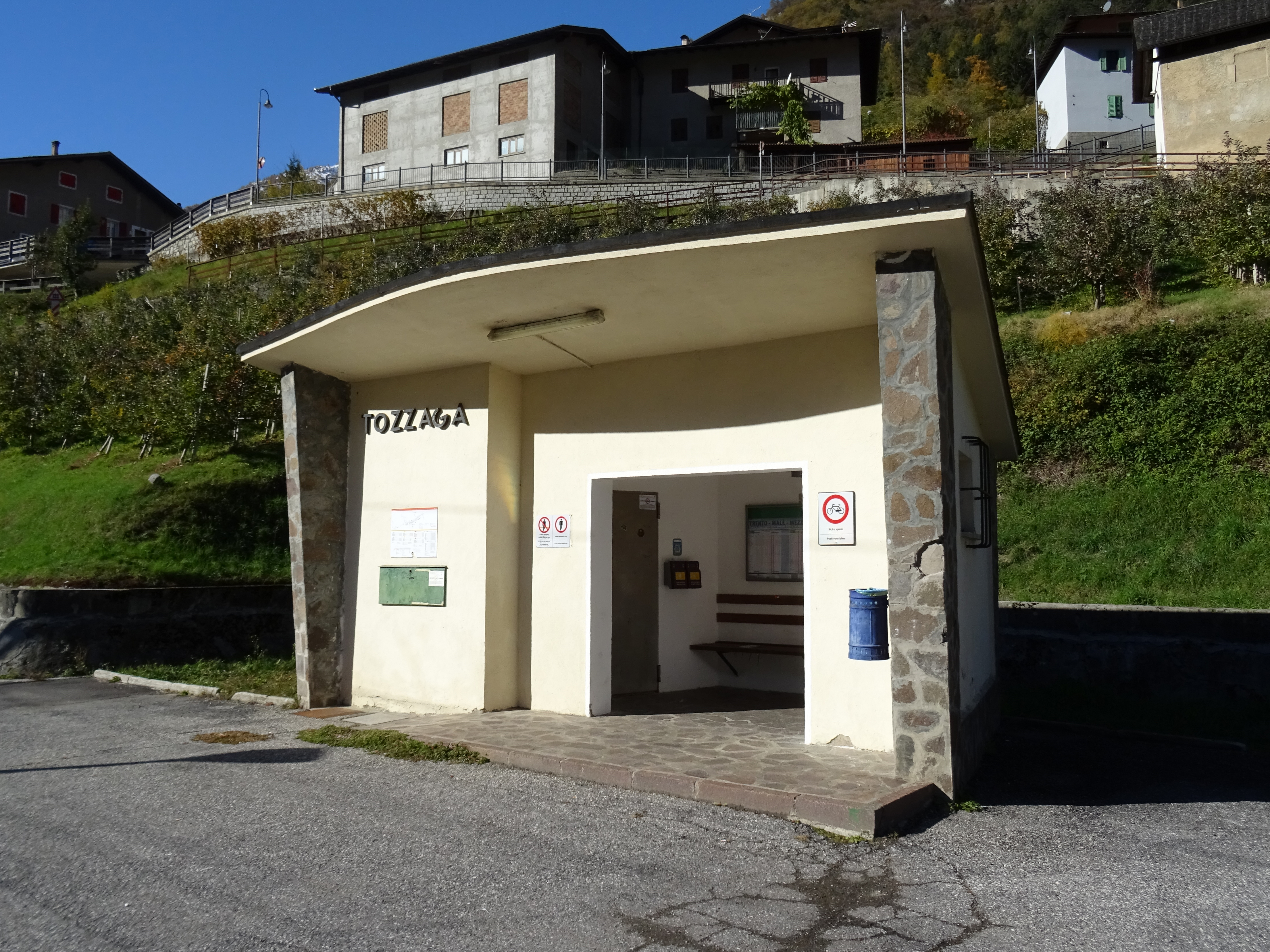
La stazione di Tozzaga

Tozzaga dispone della stazione ferroviaria che si trova sulla linea Trento-Malé-Mezzana.